# چوی چیس اسکشن فایو (مریلند)
چوی چیس اسکشن فایو (به انگلیسی: Chevy Chase Section Five) شهری در ایالت مریلند کشور ایالات متحده آمریکا است که جمعیت آن در سرشماری سال ۲۰۱۰ میلادی، ۶۵۸ نفر بوده‌است.